# Bursera tomentosa
El bálsamo de Venezuela o tacamaca de México (Bursera tomentosa) es una especie de árbol de la familia Burseraceae.

## Descripción
Es un árbol que alcanza un tamaño de hasta 10 m de altura, se halla distribuido desde Centroamérica hasta el norte de Suramérica, donde se encuentra en bosques caducifolios. En Venezuela se encuentra desde 0 hasta 800 m s. n. m. Es conocido en la cultura tradicional por sus propiedades medicinales. Tiene un tronco con corteza lisa, hojas compuestad pinnadas de hasta 9 foliolos tomentosos (peluditos) y raquis alado. Inflorescencia tipo panícula con flores pequeñas y blancas.

## Taxonomía
Bursera tomentosa fue descrita por (Jacq.) Triana & Planch. y publicado en Annales des Sciences Naturelles; Botanique, sér. 5, 14: 304. 1872.
Etimología
Bursera: nombre genérico que fue nombrado en honor del botánico alemán Joachim Burser (1583-1649).
tomentosa: epíteto latino que significa "peluda".
Sinonimia
- Amyris tomentosa Spreng.
- Bursera tomentosa var. pubescens Cuatrec.
- Elaphrium jacquinianum Kunth
- Elaphrium octandrum Scop.
- Elaphrium tomentosum Jacq. basónimo
- Fagara octandra L.
- Terebinthus tomentosa W.F. Wight in Rose[5]